# Norrmarks kyrka
Norrmarks kyrka är en kyrkobyggnad av sten i Norrmark i Björneborg. Den stod klar 1933. På samma plats stod den gamla 1700-talskyrkan. På området finns en kyrka och kyrkogård, men också en klockstapel med  lökkupol från 1757.
Norrmark  kyrka och kyrkogård hör till området kring Norrmarks bruk som finns på Museiverkets lista över Byggda kulturmiljöer av riksintresse.

## Historia
Norrmarks gamla kyrka förstördes i inbördeskriget 1918 under  striderna i Norrmark. Den brann ner på påskaftons morgon den 30 mars. De rödas artilleri sköt granater rätt in genom fönstret och antände altaret. Med kyrkan brann också församlingens arkiv och kyrkböcker.
Den nya kyrkan började byggas först 1931. Bygget kom igång tack vare donationer i samband med hundraårsjubileet av A. Ahlström Ab:s grundare  Antti Ahlströms födelse. Jubileet hölls 1927. I donationen ingick också arkitekt Armas Lindgrens  ritningar till kyrkan. Till det yttre påminner Norrmarks kyrka om de medeltida stenkyrkorna i Satakunta, till exempel Ulvsby och Tyrvis S:t Olof. Kyrkans ytterväggar är murade av gråsten och innerväggarna av tegel. De medeltida stenkyrkorna hade tak av spån.  Norrmarks kyrka har i stället ett koppartak. Altarväggen fick 1957 en fresk målad av Lennart Segerstråle. Han gjorde också  ritningar till en ny  fattiggubbe utgående från foton av den förstörda gamla fattiggubben. Pauli Österlund från Norrmark utförde snideriarbetet  på 1950-talet. Fattiggubben finns  nu i kyrkans vestibul.

## Kyrkogården
Bredvid kyrkan ligger kyrkogården.  Där finns bland annat ett område för Ahlströms familjegravar. Där finns flera sevärda minnesvårdar. Kyrkogården utvidgades 2009. Den ligger bredvid Riksväg 23. På samma gång omgärdades kyrkogården med en 1,3 meter hög och 400 meter lång stenmur av granit. Monumentet på hjältegravarna är ritat av arkitekt Erik Bryggman 1951.

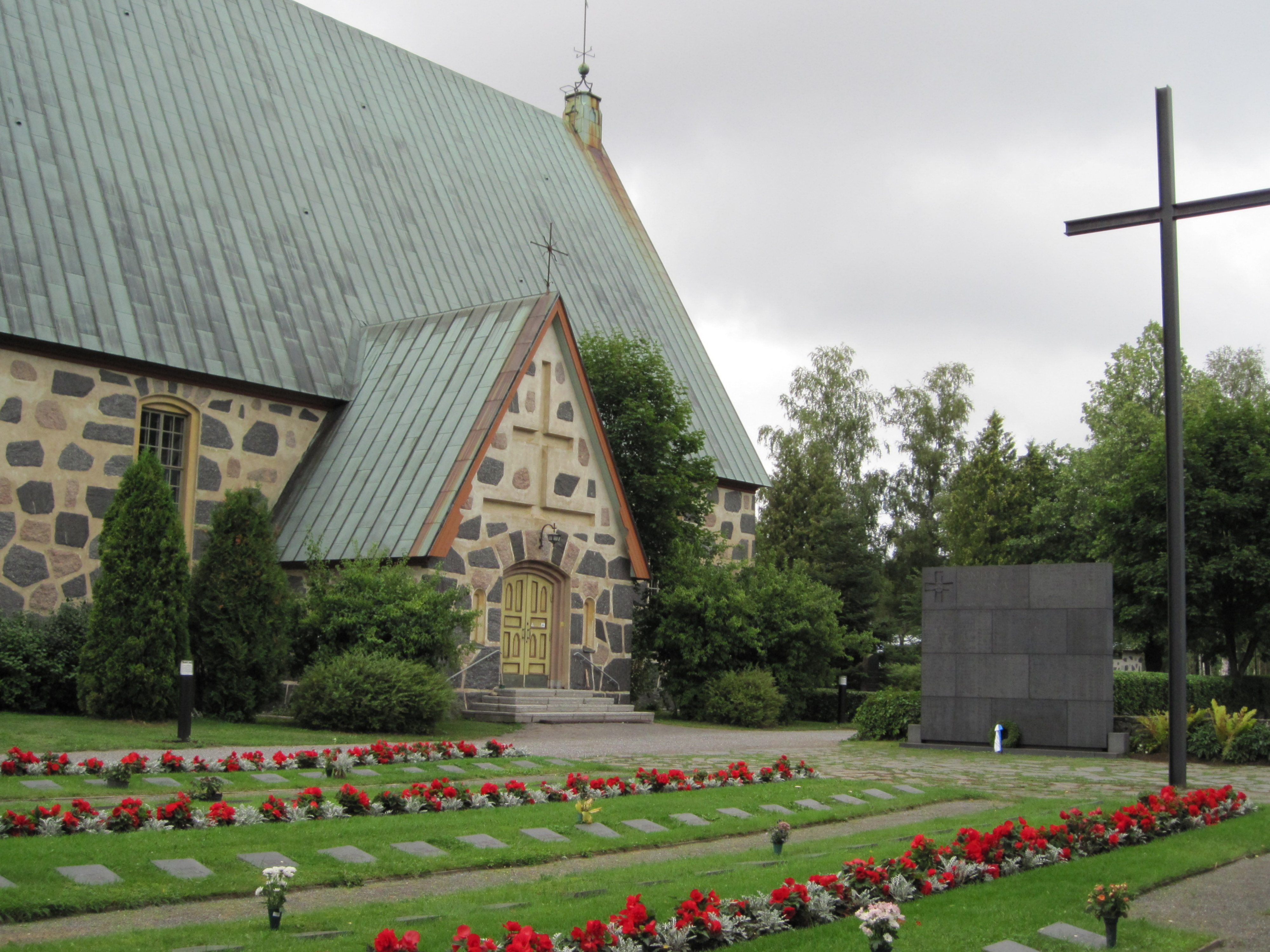
Hjältegravarna vid Norrmarks kyrka sommaren 2010.